# Нудьга

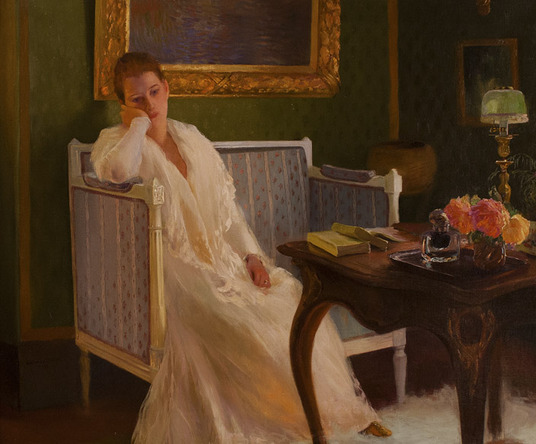
Нудьга, Гастон Ля Туш, 1893

Нудьга́, розм. нуд — емоційне порушення. Нудьга за психологічним змістом являє відносно спокійне переживання працівником зниженого інтересу до роботи. Це пасивний стан, який характеризується зниженням трудової активності, бажанням відволіктися, поговорити. Нудьга безпосередньо не залежить від змін у фізіологічному субстраті. При цьому стані в корі головного мозку переважають процеси гальмування, однак разом з тим є невелика ділянка збудження, пов'язана з виконанням одноманітної роботи або очікуванням її закінчення. Нудьга подібна до очікування і пов'язана з бажанням змінити умови для можливої активної діяльності.